# Juncus requienii
Juncus requienii là một loài thực vật có hoa trong họ Juncaceae. Loài này được Parl. mô tả khoa học đầu tiên năm 1852.